# AR (EP)
AR es el primer EP de la cantante estadounidense Addison Rae. Fue lanzado el 18 de agosto de 2023 a través de Sandlot Records y Atlantic Records. Tras la filtración de la música grabada para su álbum de estudio debut planeado en ese momento a lo largo de 2022, algunas canciones terminaron ganando terreno en línea, lo que llevó a Rae a sentirse motivada para lanzar oficialmente algunas de ellas, como una "firma antes de [su] próximo capítulo en música".
AR, un proyecto de pop y electropop, consta de cuatro canciones, una de las cuales una es una colaboración con la cantante inglesa Charli XCX, mientras que el sencillo debut de Rae, "Obsessed", aparece como bonus track en Spotify.

## Trasfondo
En marzo de 2021, Rae lanzó su sencillo debut "Obsessed". Dos meses después, comenzó a provocar el lanzamiento de un álbum debut. Ella reveló que el álbum trataría sobre "experiencias por las que [ella] ha pasado o sentimientos que [ella] ha tenido y diferentes mentalidades en las que [ella] ha estado durante el último año". En junio de 2021, se reveló que Rae estaba trabajando en un EP con artistas como Charli XCX y Benny Blanco, y que tenía cuatro canciones listas para ser lanzadas. En septiembre de 2021, se suponía que Rae actuaría en vivo en el Festival de Música iHeartRadio, pero luego anunció que aún no está lista para actuar.
En enero de 2022, fragmentos de canciones inéditas de Rae se volvieron virales en línea y obtuvieron reacciones positivas. La canción "I Got It Bad", que fue objeto de burlas en 2021, se filtró junto con "Nothing On (But The Radio)", que originalmente era una canción inédita grabada por Lady Gaga. A lo largo del año, se filtraron en línea más demostraciones inéditas de Rae. En febrero de 2023, Rae comenzó a mostrar nueva música nuevamente después de que cambió su biografía de Spotify a "Addison Rae 2023".
El 14 de agosto de 2023, Rae anunció que lanzaría un EP compuesto por sus canciones inéditas que estaban destinadas a ser parte de su "álbum perdido".

## Lista de canciones
| AR - standard edition |                                  |              |          |  |
| N.º                   | Título                           | Producer(s)  | Duración |  |
| 1.                    | «I Got It Bad»                   | Görres       | 2:52     |  |
| 2.                    | «2 Die 4» (featuring Charli XCX) | Goldstein    | 2:06     |  |
| 3.                    | «Nothing On (But The Radio)»     | Jack & Coke  | 2:29     |  |
| 4.                    | «It Could've Been U»             | Alexander 23 | 2:15     |  |

| Spotify bonus track |            |              |          |  |
| N.º                 | Título     | Producer(s)  | Duración |  |
| 5.                  | «Obsessed» | Benny Blanco | 2:15     |  |

## Personal
Músicos
- Addison Rae – vocals (all tracks), background vocals (track 3)
- Andrew Goldstein – keyboards, programming (2)
- Madison Love – background vocals (3)
- Jakob Hazell – bass guitar, drums, keyboards, percussion, programming (3)
- Josh Alexander – bass guitar, drums, keyboards, percussion, programming (3)
- Svante Halldin – bass guitar, drums, keyboards, percussion, programming (3)
- Alexander 23 – bass guitar, drums, guitar, programming, synthesizer (4)

Técnico
- Chris Gehringer – mastering
- Serban Ghenea – mixing
- John Hanes – mixing
- Bart Schoudel – engineering (2)
- Bryce Bordone – mix engineering (2, 3)